# Початун, Валентина Иосифовна
Валентина Иосифовна Початун (укр. Валентина Йосипівна Початун; род. 27 декабря 1936, Киев) — украинский советский деятель, новатор производства в пищевой промышленности. Герой Социалистического Труда (1974). Член ЦК КПУ в 1971—1981 годы.

## Биография
В 1956-1974 г. — бригадир карамельного цеха Киевской кондитерской фабрики имени Карла Маркса. Бригада, возглавляемая Початун, выступила инициатором движения «Норма — не рубеж», была в числе зачинателей почина «Ни одного отстающего рядом».
Член КПСС с 1966 года.
В 1975-1977 г. — начальник карамельного цеха Киевской кондитерской фабрики имени Карла Маркса. С 1978 — заведующий учебной частью профессионально-технического училища Киевской кондитерской фабрики.
Потом — на пенсии в городе Киеве.

## Награды
- Герой Социалистического Труда (17.01.1974)
- орден Ленина (17.01.1974)
- орден Трудового Красного Знамени
- медали

## Ссылка
- [leksika.com.ua/18411204/ure/pochatun Початун Валентина Иосифовна]